# Emilia Ferreiro
Pour les articles homonymes, voir Ferreiro.
 (décembre 2023).
La mise en forme du texte ne suit pas les recommandations de Wikipédia : il faut le « wikifier ».
Les points d'amélioration suivants sont les cas les plus fréquents. Le détail des points à revoir est peut-être précisé sur la page de discussion.
- Les titres sont pré-formatés par le logiciel. Ils ne sont ni en capitales, ni en gras.
- Le texte ne doit pas être écrit en capitales (les noms de famille non plus), ni en gras, ni en italique, ni en « petit »…
- Le gras n'est utilisé que pour surligner le titre de l'article dans l'introduction, une seule fois.
- L'italique est rarement utilisé : mots en langue étrangère, titres d'œuvres, noms de bateaux, etc.
- Les citations ne sont pas en italique mais en corps de texte normal. Elles sont entourées par des guillemets français : « et ».
- Les listes à puces sont à éviter, des paragraphes rédigés étant largement préférés. Les tableaux sont à réserver à la présentation de données structurées (résultats, etc.).
- Les appels de note de bas de page (petits chiffres en exposant, introduits par l'outil «  Source ») sont à placer entre la fin de phrase et le point final[comme ça].
- Les liens internes (vers d'autres articles de Wikipédia) sont à choisir avec parcimonie. Créez des liens vers des articles approfondissant le sujet. Les termes génériques sans rapport avec le sujet sont à éviter, ainsi que les répétitions de liens vers un même terme.
- Les liens externes sont à placer uniquement dans une section « Liens externes », à la fin de l'article. Ces liens sont à choisir avec parcimonie suivant les règles définies. Si un lien sert de source à l'article, son insertion dans le texte est à faire par les notes de bas de page.
- La présentation des références doit suivre les conventions bibliographiques. Il est recommandé d'utiliser les modèles {{Ouvrage}}, {{Chapitre}}, {{Article}}, {{Lien web}} et/ou {{Bibliographie}}. Le mode d'édition visuel peut mettre en forme automatiquement les références.
- Insérer une infobox (cadre d'informations à droite) n'est pas obligatoire pour parachever la mise en page.

Pour une aide détaillée, merci de consulter Aide:Wikification.
Si vous pensez que ces points ont été résolus, vous pouvez retirer ce bandeau et améliorer la mise en forme d'un autre article.
Emilia Beatriz María Ferreiro Schiavi (5 mai 1937 - 26 août 2023) était une psychologue, écrivaine et éducatrice argentine, basée au Mexique, titulaire d'un doctorat de l'Université de Genève, sous la direction de Jean Piaget,. Elle a été reconnue pour ses contributions à la compréhension du processus d’acquisition du langage écrit.

## Vie et carrière
Emilia Ferreiro est née le 5 mai 1937. En 1970, après une formation en psychologie à l'université de Buenos Aires, elle étudie à l'Université de Genève, où elle travaille également comme assistante de recherche et collaboratrice d'Hermine Sinclair, Bärbel Inhelder et Jean Piaget, et obtient son doctorat sous la direction du psychologue suisse,. Elle revient à Buenos Aires en 1971, où elle forme un groupe d'étude sur l'alphabétisation, et publie également sa thèse de doctorat : Les relations temporelles dans le langage de l'enfant. L'année suivante, elle reçoit une bourse Guggenheim. En 1974, elle quitte ses fonctions d'enseignante à l'université de Buenos Aires.
En 1977, après le coup d'État en Argentine, elle s'est exilée en Suisse pour étudier à l'Université de Genève. Plus tard, elle a commencé avec Margarita Gómez Palacio une étude à Monterrey avec des enfants ayant des difficultés d'apprentissage. En 1979, elle est allée vivre à Mexico avec son mari, le physicien et épistémologue Rolando García, avec qui elle a eu deux enfants. C'est là qu'elle entre au département de recherche pédagogique du Centre de recherche et d'études avancées.
Ferreiro a été chercheur émérite du Système national de chercheurs du Mexique (2008) et chercheur émérite du CINVESTAV (2010). Elle est décédée le 26 août 2023, à l'âge de 86 ans.

## Œuvres choisies
- 1971 : Les Relations temporelles dans le langage de l'enfant (avec préface de Jean Piaget)
- 1982 : Nuevas perspectivas sobre los procesos de lectura y escrita (avec Margarita Gómez Palacio)
- 1982 : Literacy before schooling (avec Ana Teberosky).
- 1985 : Proceso de alfabetización. La alfabetización en proceso.
- 1986 : Los sistemas de escritura en desarollo del niño (avec Ana Teberosky)
- 1989 : Los hijos del analfabetismo e Propuestas para la alfabetización escolar em América Latina (organisateur)
- 2003 : Past and present of the verbs to read and to write: essays on literacy (avec Mark Fried (en), également traductrice).